# Chilicola hahni
Chilicola hahni är en biart som beskrevs av Herbst 1923. Chilicola hahni ingår i släktet Chilicola och familjen korttungebin. Inga underarter finns listade i Catalogue of Life.